# Halina Kaczmarek
Halina Maria Kaczmarek z d. Szczepańska (ur. 3 lipca 1953 roku w Toruniu) – polska chemik, profesor chemii fizycznej i fizykochemii polimerów.

## Życiorys
W 1972 roku ukończyła V Liceum Ogólnokształcące im. Jana Pawła II w Toruniu. Następnie podjęła studia na Uniwersytecie Mikołaja Kopernika w Toruniu, które ukończyła w roku 1977. Pracę doktorską zatytułowaną Wpływ niewielkiej zawartości kopolimerów modyfikujących w błonach z PCW na ich właściwości fizyczne, mechaniczne, stabilność termiczną i fotochemiczną obroniła osiem lat później. W 1999 roku uzyskała habilitację za rozprawę pt. Efekty przyspieszania fotochemicznego rozkładu polimerów przez substancje mało- i wielkocząsteczkowe. W 2005 roku otrzymała tytuł profesora.
Od 2001 roku jest członkinią PTCh.

## Prace badawcze
- Efekty przyspieszenia fotochemicznego rozkładu polimerów przez substancje mało- lub wielkocząsteczkowe (1999)
- Fotoinicjowana degradacja polimerów i fotopolimeryzacja jako nowoczesne, ekologiczne technologie materiałowe (2003)
- Nowe ekologiczne materiały na bazie poli(chlorku winylu) modyfikowanego celulozą (2006)

## Wybrane publikacje
- Photostability of poly(vinyl chloride)/poly(vinyl alcohol) Blends, Mol. Liq. Cryst., 416, s. 223-228
- Photochemical Reactions in poly(vinyl chloride)/poly(vinyl alcohol) Blends, J. Photochem. Photobiol., A: Chemistry, 171, s. 187-195
- The Influence of KrF Laser Irradiation on the Surface of Collagen and Collagen/PVP Films, International Journal of Photoenergy, 2006, 2006: s. 1-7
- Wpływ rozpuszczalnika na chropowatość PMMA, w: Modyfikacja polimerów. Stan i perspektywy w roku 2007, pod red. R. Steller, D. Żuchowska, Oficyna Wydawnicza Politechniki Wrocławskiej, Wrocław 2007, s.447-450
- Nano-mechanical Properties of Modified Poly(methyl methacrylate) Films Studied by Atomic Force Microscopy, Tribology Letters, 41, 2010, 541-554, Springer
- Atomic Force Microscopy Studies of Poly(methyl methacrylate) Doped with Photoinitiator, Journal of Applied Polymer Science, DOI 10.1002/app.34811, J. Wiley ; Sons